# Stevia selloi
Stevia selloi là một loài thực vật có hoa trong họ Cúc. Loài này được (Spreng.) B.L.Rob. miêu tả khoa học đầu tiên năm 1930.